# مات دونوفان
مات دونوفان (بالإنجليزية: Matt Donovan)‏ هو لاعب هوكي الجليد أمريكي، ولد في 9 أبريل 1990 في إدموند في الولايات المتحدة.

## وصلات خارجية
- مات دونوفان على موقع دوري الهوكي الوطني (الإنجليزية)
- مات دونوفان على موقع EliteProspects.com (الإنجليزية)
- مات دونوفان على موقع Eurohockey.com (الإنجليزية)
- مات دونوفان على موقع HockeyDB.com (الإنجليزية)
- مات دونوفان على موقع Hockey-Reference.com (الإنجليزية)